# Calentadores Dos
Calentadores Dos är en ort i Mexiko.   Den ligger i kommunen Pánuco och delstaten Veracruz, i den östra delen av landet, 300 km norr om huvudstaden Mexico City. Calentadores Dos ligger 7 meter över havet och antalet invånare är 164.
Terrängen runt Calentadores Dos är platt. Havet är nära Calentadores Dos åt nordväst. Runt Calentadores Dos är det ganska glesbefolkat, med 34 invånare per kvadratkilometer. Närmaste större samhälle är Pánuco, 19,0 km sydväst om Calentadores Dos. 